# Kurt Busch (Jurist)
Kurt Busch (* 5. Juni 1930 in Bünde; † 31. Dezember 2015 in Essen) war ein deutscher Jurist und Politiker (SPD).

## Leben und Wirken
Busch wurde 1930 als Sohn eines Lokomotivführers in Bünde geboren. Nach dem Abitur studierte er Rechts- und Staatswissenschaften in Frankfurt und Münster. Er schloss mit dem ersten und zweiten Staatsexamen ab. 
Nach einer Tätigkeit als Anwaltsassessor wurde er 1960 Direktor des Amtes Herford-Hiddenhausen. Später war er Präsidiumsmitglied des Städte- und Gemeindebundes Nordrhein-Westfalen. 1968 wurde er zum Oberstadtdirektor von Göttingen gewählt und bekleidete dieses Amt bis 1980. 
Ab 1982 war er Oberstadtdirektor der Stadt Essen. Dabei trieb er den Strukturwandel der ehemaligen Industriestadt voran. Er beteiligte sich maßgeblich durch seine Kontakte zur Wirtschaft an der Gründung der Essener Wirtschaftsförderungsgesellschaft und des Essener Technologie- und Entwicklungszentrums. Diese Kontakte verhalfen ihm auch zur Förderung der Künste und des Kulturlebens der Stadt Essen. Als seine Amtszeit 1995 endete, und Hermann Hartwich (SPD) sein Nachfolger wurde, bekleidete er länger dieses Amt als alle seine sechs Essener Amtskollegen vor und nach ihm. Zudem führte er die Geschäfte des Verbandes der Kommunalen Aktionäre. In Ehrenämtern setzte er sich unter anderem für das Haus der Technik, für Essens Orchesterakademie und die Stiftung Alte Synagoge ein.
Busch war von 1959 bis 2002 Mitglied der SPD.

## Auszeichnungen
Kurt Busch wurde 1995 die Ehrenmedaille der Stadt Göttingen, 1996 das Bundesverdienstkreuz und 2001 der nordrhein-westfälische Landesorden verliehen.